# Kvartální alkoholik
Kvartální alkoholik je označení takového alkoholika, u něhož alkoholový exces není trvalý, ale dostavuje se opakovaně po určité časové periodě (jednou či několikrát do roka).
Slavný americký adiktolog, Elvin Morton Jellinek, rozlišil v 50. letech 20. století několik typů alkoholismu. Kvartální alkoholismus (v současnosti dipsománie) byl označen jako typ Epsilon a Jellinek se domníval že tento typ pití nelze diagnostikovat jako „pravý alkoholismus“. Základním kritériem pro diagnostiku závislosti na alkoholu totiž byla naprostá ztráta sebekontroly při styku s návykovou látkou.
V moderní adiktologii se však dřívější termín „ztráta kontroly“ nahrazuje pojmem „snížení ovládacích schopností“. Vychází se z toho, že někteří alkoholici (a to především ti, u nichž má závislost primárně psychologické příčiny), mají schopnost kontrolovat konzumaci návykové látky pouze dočasně omezenou, nikoli zcela porušenou.
Lze rozlišit patologické konzumační vzorce. Kvartální pití se řadí k vysoce rizikovým způsobům zacházení s alkoholem. Příčiny kvartálního alkoholismu jsou převážně psychologického charakteru.
Neléčený kvartální alkoholik má tendenci jednotlivé excesy protahovat a časové intervaly mezi nimi zkracovat.

## Základní rysy kvartálního alkoholika
- Alkoholový exces se dostavuje po určité časové periodě (jednou či několikrát do roka).
- Alkoholový exces je závažný, trvá několik dní.
- Při excesu dochází k naprosté ztrátě kontroly, postižený pije velké množství a mívá okénka (výpadky paměti).
- V období mezi jednotlivými excesy je kvartální alkoholik schopen abstinovat nebo pít kontrolovaně.
- Spouštěč alkoholového excesu je psychologický, tělesná potřeba návykové látky nehraje významnější roli.

## Léčba kvartálního alkoholismu
Příčinou kvartálního alkoholismu je chronický stres a psychické vyčerpání. Léčba může probíhat formou abstinence nebo kontrolované konzumace.